# Fokker 50

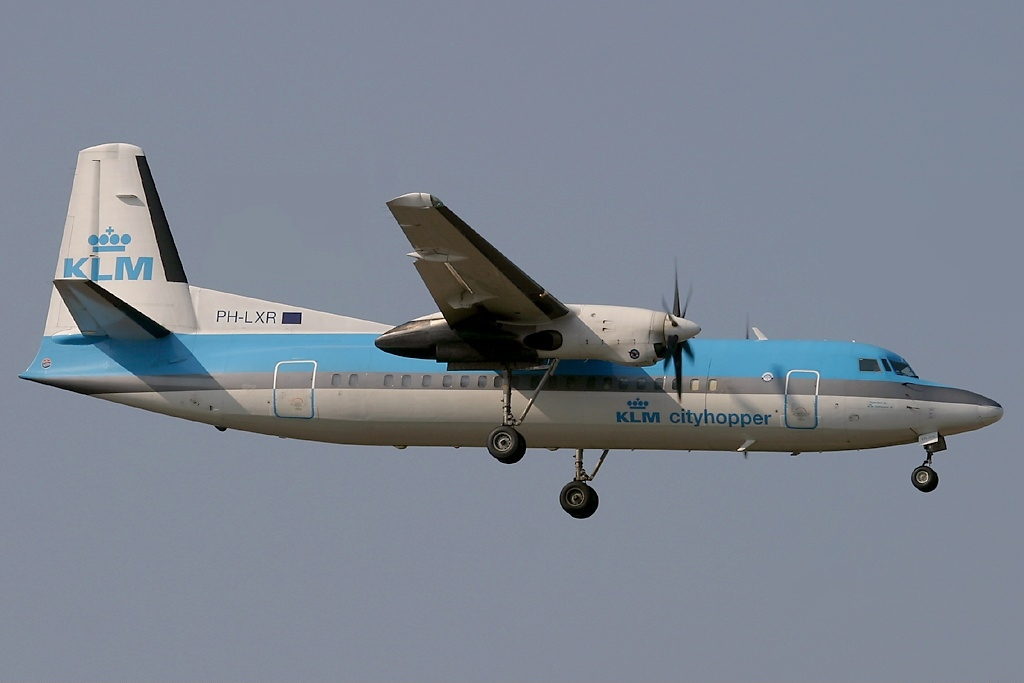
Fokker 50

Fokker 50 — це турбогвинтовий пасажирський літак, спроектований як наступник дуже успішного Fokker F27 Friendship. Fokker 60 — це розтягнута фрахтова версія Fokker 50. Обидва літаки були виготовлені та підтримуються голландським виробником літаків Fokker.
Fokker 50 був розроблений на початку 80-х років після падіння продажів компанії F27. Було вирішено, що новий авіалайнер буде похідним від свого попередника, від нього отримає більшість своїх планерних та дизайнерських особливостей. Звісно було впроваджено кілька покращень, таких як нові турбореактивні двигуни Pratt & Whitney Canada PW127B, які забезпечували 30-відсоткове скорочення споживання палива(ніж в F27).
Fokker 50 здійснив свій перший рейс 28 грудня 1985 року і вступив в службу доходів протягом 1987 року. Fokker 60 використовується Королівськими авіалініями Нідерландів (RNLAF), а також колишні літаки РНЛАФ, які також присутні в Перуанських ВПС та Військово-повітряних силах Республіки Китай.

## Технічні характеристики
- Екіпаж: 2 (екіпаж польоту)
- Пасажировмісність: до 58
- Довжина: 25,25 м (82 футів в 10 дюймів)
  - Fokker 60: 26,87 м (88,16 фута)
- Розмах крил: 29 м (95 футів 2 дюйми)
- Висота: 8,32 м (27 футів 4 дюйма)
- Площа крила: 70 м2 (750 кв.м)
- Маса пустого: 12 250 кг (27 007 фунтів)
- Маса брутто: 18 597 кг (41 000 фунтів)
- Максимальна маса вильоту: 20820 кг (45 900 фунтів)
  - Fokker 60: 22950 кг (50 596 фунтів)
- Силова установка: 2 × турбореактивні двигуни Pratt & Whitney Canada PW125B, 1864 кВт (2500 кінських сил) кожна
  - Fokker 60: 2x 1953 кВт (2619 к.с.) Pratt & Whitney Канада PW127B
- Гвинти: шестилопатеві гвинти Dowty Rotol
- Максимальна швидкість: 560 км / год (348 миль / год, 302 кн)
- Круїзна швидкість: 530 км / год (329 миль / год, 286 кн)
  - Fokker 60: 469 км / год (291 миль / год)
- Діапазон: 2,055 км (1,277 милі, 1110 нм)
- Стеля: 7 620 м (25 000 футів)

### Озброєння
Дві ракети-гарпун AGM-84D і радар, гідролокаційні системи (ВПС Республіки Сінгапур)